# Броштень (Костешть, Арджеш)
Броштень, Броштені (рум. Broșteni) — село у повіті Арджеш в Румунії. Адміністративно підпорядковане місту Костешть.
Село розташоване на відстані 102 км на захід від Бухареста, 16 км на південь від Пітешть, 94 км на північний схід від Крайови, 119 км на південний захід від Брашова.

## Населення
За даними перепису населення 2002 року у селі проживали 629 осіб, з них 626 осіб (99,5%) румунів. Рідною мовою 628 осіб (99,8%) назвали румунську.